# Mialet (Gard)
Mialet település Franciaországban, Gard megyében. Lakosainak száma 629 fő (2022. január 1.). Mialet Générargues, Saint-Sébastien-d’Aigrefeuille, Saint-Paul-la-Coste, Saint-Martin-de-Boubaux, Saint-Étienne-Vallée-Française, Saint-Jean-du-Gard és Thoiras-Corbès községekkel határos.

## Népesség
A település népességének változása:
| Lakosok száma | 371  | 449  | 511  | 557  | 592  | 612  | 624  | 619  | 623  | 629  |
|               | 1968 | 1982 | 1990 | 2006 | 2013 | 2015 | 2017 | 2019 | 2020 | 2022 |